# Kawasaki Ki-60
De Kawasaki Ki-60 (Japans: キ60) was een experimenteel Japans onderscheppingsvliegtuig uit de Tweede Wereldoorlog. Het vliegtuig werd tegelijkertijd met de Kawasaki Ki-61 ontworpen rondom de Duitse Daimler-Benz DB 601A-motor waarvan Kawasaki eerder de licentierechten had verkregen. De Ki-60 werd ontwikkeld als zware onderscheppingsjager terwijl de Ki-61 als lichte jachtvliegtuig ontwikkeld werd. Omdat het project niet aan de verwachtingen voldeed werd het eind 1941 na drie prototypen stopgezet ten gunste van de Ki-61.

## Ontwerp en ontwikkeling
Wat opvalt bij de Ki-60 en Ki-61 was het gebruik van een geïnverteerde inline motor in plaats van een stermotor, wat destijds gebruikelijk was in de Japanse luchtvaartindustrie. De voorkeur voor meer Duitse stijl jagers ligt in 1923. Toen ging de Duitse vliegtuigontwerper Richard Vogt namens Dornier naar Kawasaki, dat destijds Dornier-vliegtuigen in licentie produceerde. Hier werd hij aangesteld als hoofdingenieur en gedurende zijn termijn ontwierp Vogt verscheidende populaire vliegtuigen waarbij ook de Duitse voorkeur voor geïnverteerde inline motoren werd toegepast, waaronder de Type 92 jager en de Type 88 verkenner. Ook toen Vogt in 1933 terugkeerde naar Duitsland bleef zijn invloed zichtbaar bij het bedrijf dat de voorkeur bleef houden voor inline motoren.

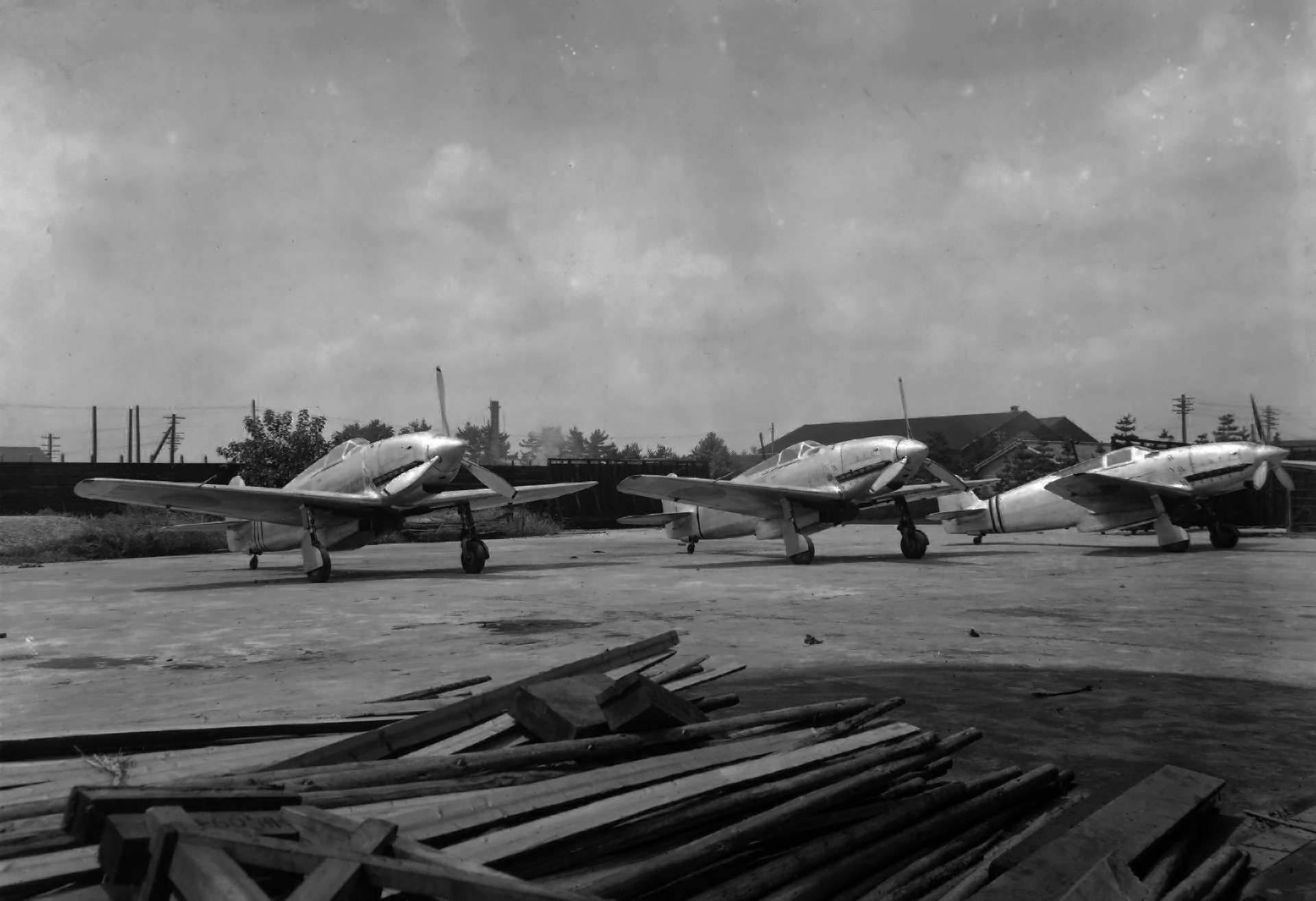
Alle drie de Ki-60 prototypen. V.L.N.R: Ki-6003, Ki-6001, Ki-6002

Zijn student en opvolger Takeo Doi ontwierp in de periode hierna onder andere de Type 89 en de Ki-10, die de standaard jager van de Luchtmacht van het Japans Keizerlijk Leger werd. Toen Kawasaki in 1937 met de Ki-28 een aanbesteding voor de opvolger van de Ki-10 verloor aan de Nakajima Ki-28, werd een vertegenwoordiger naar Duitsland gestuurd om de licentierechten van de nieuwe DB-601A-motor te bemachtigen. Mede door de connecties van Vogt werden eind 1939 de rechten bemachtigd voor de bouw van de motor en in juli 1941 was de eerste motor, aangeduid als de Kawasaki Ha-40 compleet. Toen de motor succesvol bleek, werd in november gestart met de massaproductie.
De ontwikkeling van deze motor werd vanaf het begin met interesse gevolgd door het luchtvaartbureau van het leger, mede doordat de broer van de latere minister van oorlog Hideki Tojo, Hisashi Tojo in de raad van bestuur van Kawasaki zat. Ondanks dat sommige medewerkers van het luchtvaartbureau terughoudend waren bij het idee van een zware onderscheppingsjager met inline motor, werd in februari 1940 een contract toegekend aan Kawasaki voor de ontwikkeling van twee nieuwe vliegtuigen met de Ha-40 motor; de zware Ki-60 en de lichtere Ki-61. Ook aan Nakajima werd ook de opdracht gegeven tot de ontwikkeling van een nieuwe jager, wat resulteerde in de Ki-62. De ontwikkeling van de Ki-62 werd echter snel gestopt zodat het bedrijf zich volledig kon inzetten op de ontwikkeling van de Ki-43 en Ki-44.
Onder leiding van hoofdingenieur Takeo Doi en co-ontwerper Shin Owada werd februari 1940 gestart met de ontwikkeling van de nieuwe jagers met de focus op de Ki-60. Omdat de eerste Ha-40 motor pas halverwege 1941 klaar zou zijn werden drie DB-601A motoren uit Duitsland geïmporteerd en in maart 1941 was de Ki-6001, het eerste prototype klaar voor proefvluchten.
Het vliegtuig was bewapend met twee gesynchroniseerde 12,7 mm Ho-103 machinegeweren in de romp en twee Duitse 20 mm Mauser Mg 151/20 machinekanonnen in de vleugels. Het was volledig van metaal met linnen roeren.
Hoewel het toestel redelijk presteerde was het vanwege de hoge vleugelbelasting van 181,76 kg/m² niet geliefd bij testpiloten. De vleugelbelasting van de Ki-31-Ia werd met 173 kg/m2 al bijna te veel gevonden. Dit resulteerde ook in een hoge overtreksnelheid en had het toestel een lange aanloop nodig bij het opstijgen en landen. Ook was de besturing van het toestel erg zwaar en was lateraal instabiel en moeilijk te manoeuvreren. Met topsnelheid van 550 km/u was ook de topsnelheid lager dan de 600 km/u die van tevoren was berekend.
In de zomer van 1941 was het tweede prototype, de Ki-6002 voltooid. Het had een groter vleugeloppervlakte om de vleugelbelasting te verlagen en een beter ontworpen motorkap om de weerstand te verminderen. Ook was het vliegtuig 100 kg lichter. Als resultaat Ki-6002 was iets wendbaarder en maximale snelheid was met 560 km/u hoger, maar de Ki-6002 nog altijd voldeed het toestel niet aan de verwachtingen.
Bij de Ki-6003, het derde prototype werden de twee MG 151 machinekanonnen vervangen door Ho-103 machinegeweren om gewicht te besparen. Ook werd de oliekoeler verkleind en verder naar achter geplaatst om de aerodynamica van het toestel te verbeteren. Het mocht niet baten. Toen bleek dat de Ki-6003 niet sneller was dan 570 km/u werd het project december 1941 door het leger als te riskant ervaren en afgeblazen ten behoeve van de Ki-61.

## Varianten
- Ki-60 prototypen
- Drie prototypen voor een zware jager gebaseerd rondom de DB 601A-motor.

## Totale productie
- 3 Ki-60 prototypen

## Gebruikers
Japans Keizerrijk
- Drie prototypen getest door de Luchtmacht van het Japans Keizerlijk Leger.

## Fotogalerij

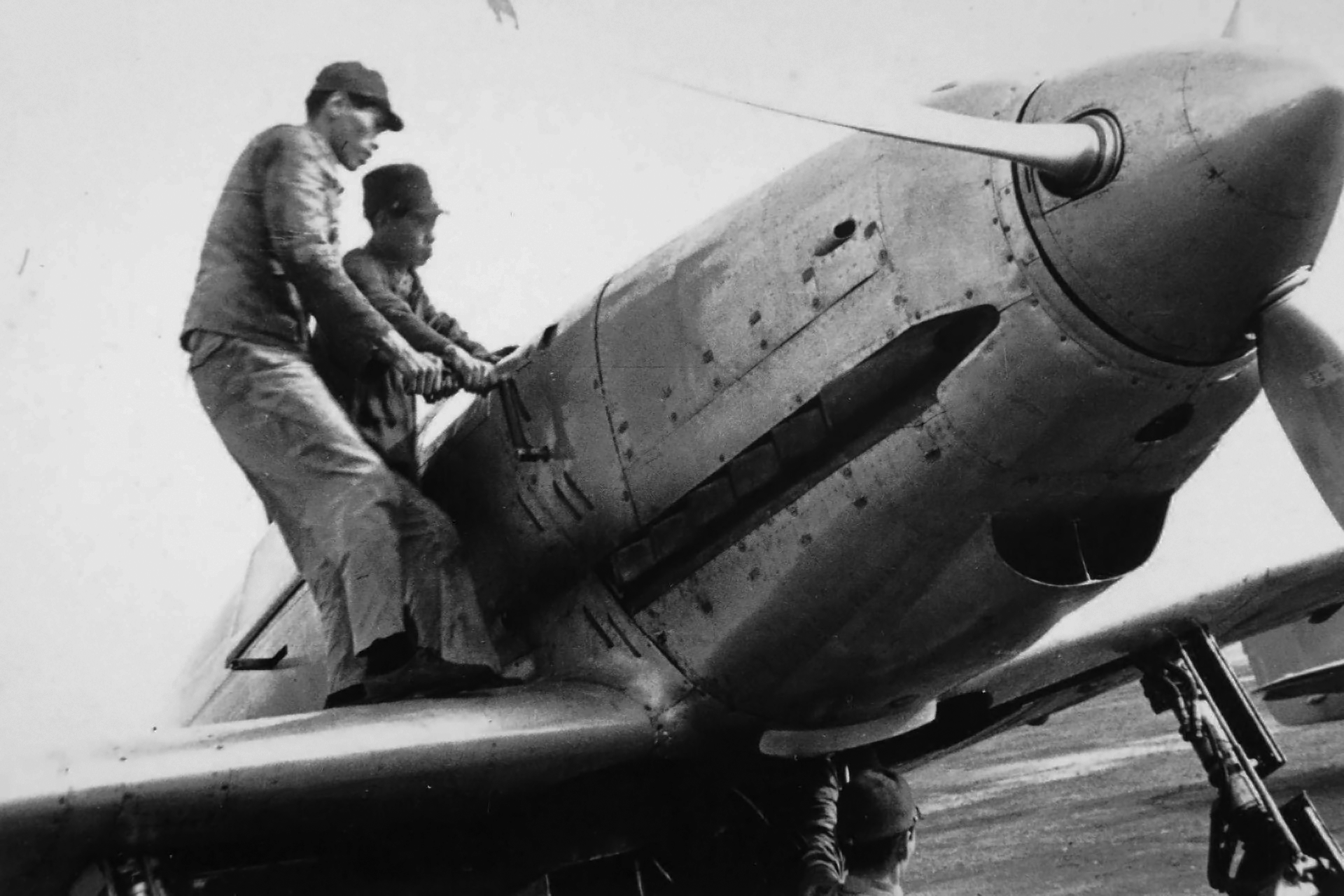
motor van de Ki-6001 wordt aangezwengeld.
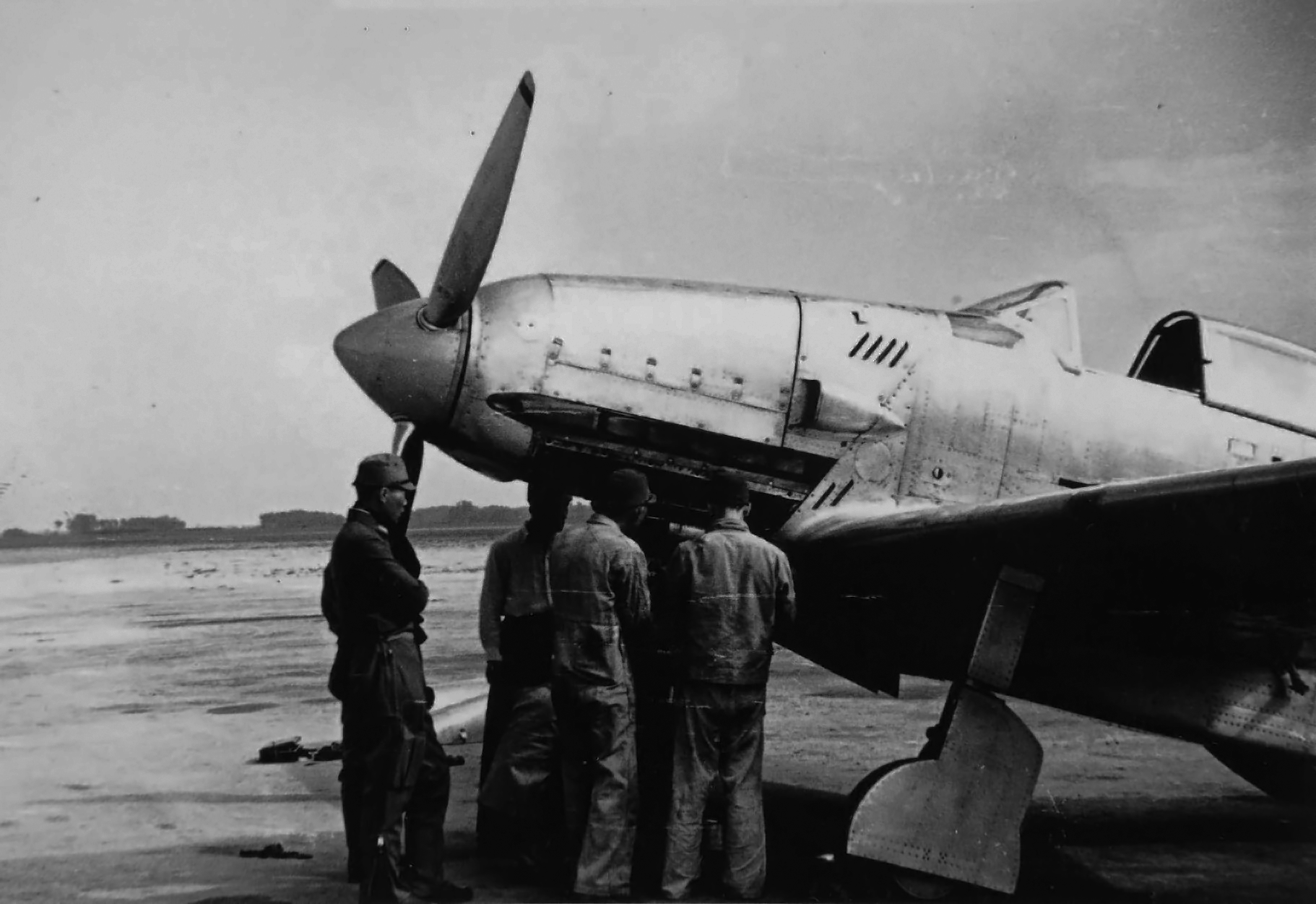
Ki-6001
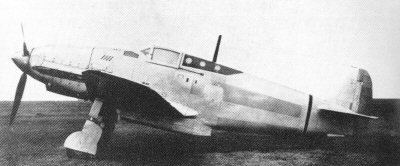
Ki-6002 op de luchthaven van Gifu in februari 1942.

## Overlevende vliegtuigen
- Er zijn geen bekende overlevende Ki-60's.